# Glaphyra molorchoides
Glaphyra molorchoides är en skalbaggsart som först beskrevs av Holzschuh 1984.  Glaphyra molorchoides ingår i släktet Glaphyra och familjen långhorningar.
Artens utbredningsområde är Nepal. Inga underarter finns listade i Catalogue of Life.